# Perverse Recollections of a Necromangler
Perverse Recollections of a Necromangler est le premier et pour l'instant, l'unique album studio du groupe de brutal death metal américain Waking The Cadaver. L'album est sorti le 21 novembre 2007 sous le label Necroharmonic Productions.

## Liste des morceaux
1. Intro
2. Always Unprotected
3. Raped, Pillaged, and Gutted
4. Connoisseurs of Death
5. Interlude
6. Type A Secretor
7. Tire Iron Emblugeonment
8. Blood Splattered Satisfaction
9. Pigtails Are For Face Fucking
10. Chased Through The Woods By A Rapist
11. I Know The Insides Of Women